# Џон Баримор
Џон Баримор (енгл. John Barrymore; рођен као Џон Сидни Блит, Филаделфија, 14. фебруар или 15. фебруар 1882 — Лос Анђелес, 29. мај 1942) био је амерички позоришни и филмски глумац. Родио се у знаменитој глумачкој породици Баримор, те иако је првобитно одбијао да се посвети глумачком позиву, покушавајући да се оствари као сликар, почео је да глуми у позоришту са својим оцем Морисом 1900, а годину дана касније и са сестром Етел. Од 1903. активније је приступио театру. Привукао је пажњу глумећи у лаким комедијама, а потом и у озбиљним драмама, доживевши врхунце каријере тумачећи главне улоге у Голсвордијевој Правди (1916) и Шекспировим комадима Ричард III (1920) и Хамлет (1922). Његово тумачење Хамлета навело је штампу да га прозове највећим америчким трагичарем.
Након успеха са Хамлетом у Лондону 1925, Баримор је напустио позорницу на 14 година, не би ли се посветио филму. У ери немог Холивуда, постао је звезда захваљујући главним улогама у филмовима Доктор Џекил и господин Хајд (1920), Шерлок Холмс (1922) и Морско чудовиште (1926). Током овог периода, због правилних црта лица и носа, стекао је надимак Велики профил. Његов позоришно обучен глас му је омогућио да без проблема настави да снима и у ери звучног филма. Гранд Хотел (1932), Вечера у осам (1933) Двадесети век (1934) и Поноћ (1939) само су неки од звучних филмова у којима је играо, а који данас имају статус кинематографских класика.
Бариморов приватни живот је привлачио пажњу јавности. Борио се са алкохолизмом од своје четрнаесте године, женио се и разводио четири пута, а пред крај живота је и банкротирао. Последњу деценију живота често је тумачио улоге алкохоличара и пропалих глумаца, које су великим делом подсећале на његов живот. Преминуо је услед последица цирозе јетре. Некролог објављен у Вошингтон посту истакао је да се Баримор са годинама - и како је његов приватни живот постајао све више јаван - претворио, упркос његовој генијалности у позоришту, у таблоидну личност. Данас филмски историчари Баримора сматрају за, како истиче његов биограф Мартин Норден, вероватно најутицајнијег и најхваљенијег глумца његовог времена. Бариморова унука је глумица Дру Баримор.